# 紅日 (專輯)
《红日》為香港歌手李克勤於寶麗金唱片公司時期的最後一張大碟，大碟推出時間为1992年10月13日。之後他便轉投至星光唱片。
本大碟內收錄了11首歌曲，當中包括至今仍視為勵志歌曲，甚至到2013年中国内地电影《致青春》仍被引用，最為耳熟能詳乃是没在同年度三大颁奖礼获奖的經典之作《紅日》。另外，與周慧敏合唱的《萬千寵愛在一身》中場一段獨白最後一句「點解啲女人成日都咁多嘢問」成為經典的合唱歌曲，及翻唱由譚炳文原唱、重新編曲及演繹的《舊歡如夢》，李克勤所跳的「騎呢」舞步，都為當時佳話，但很多人也取笑此曲為李克勤的「代表作」。此外，專輯中的《你是我的太陽》是當時李克勤為追求將來的太太盧淑儀所創作的歌曲。

## 翻唱版本
红日
- 羽泉：于2013.9.21 「在一起」羽·泉2013深圳演唱會翻唱。
- 王栎鑫
- 汪小敏
- 刘涛
- 冯提莫
- 郭静
- 杨子姗：于致青春电影翻唱
- 單身狗之歌

## 曲目
| 曲序 | 曲目                           |        | 作曲                 | 编曲   | 备注                                                                     |
| ---- | ------------------------------ | ------ | -------------------- | ------ | ------------------------------------------------------------------------ |
| 1.   | 龍影俠                         | 李克勤 | 林慕德               | 林慕德 | 無線電視電視劇《龍影俠》主題曲                                           |
| 2.   | 無聲慰問                       | 向雪懷 | 林慕德               | 林慕德 | 無綫電視電視劇《龍影俠》插曲                                             |
| 3.   | 萬千寵愛在一身（周慧敏合唱）   | 向雪懷 | 五十嵐浩晃           | 杜自持 | 改编自日本歌手五十岚浩晃和本田淳子rajie的《グラデーション》              |
| 4.   | 紅日                           | 李克勤 | 立川俊之             | 方樹樑 | 改編自大事MAN兄弟樂團的《最重要的事》 無綫電視電視劇《他來自天堂》主題曲 |
| 5.   | 情難再 With A Melancholic Mood | 小美   | 柳啟強               | 陳國平 |                                                                          |
| 6.   | 黃昏重逢                       | 陳少琪 | Michael Damian       | 方樹樑 | 改编自美國歌手Michael Damian的《Was It Nothing At All》                  |
| 7.   | 妳是我的太陽                   | 李克勤 | Kenny Nolan          | 唐奕聰 | 改編自Atlantic Starr的《Masterpiece》 無綫電視電視劇《他來自天堂》插曲   |
| 8.   | 逼到慣                         | 潘偉源 | 林文堂 林志峰 林鈺錫 | 徐日勤 | 改编自臺灣歌手林強的《未振未動》                                         |
| 9.   | 投奔愛海                       | 林夕   | 陳國平               | 陳國平 |                                                                          |
| 10.  | 逆流                           | 周禮茂 | Eric Carmen          | 徐日勤 | 改编自美國歌手Eric Carmen的《Boats Against The Current》                 |
| 11.  | 舊歡如夢                       | 龐秋華 | 許石                 | 盧東尼 | 原唱者為譚炳文 改编自葛蘭的《台湾小调》                                  |

## 音樂錄像

### 原人演出
- 萬千寵愛在一身（周慧敏合唱）（寶麗金金曲卡拉OK POL33019（1992年，部份原聲）、寶麗金卡拉OK碟聖李克勤原裝卡拉OK精選（1993年，原聲）及寶麗金卡拉OK碟聖巨星MTV Vol.4（1993年，原聲））
- 紅日（寶麗金金曲卡拉OK POL33018（1992年，部份原聲）、寶麗金卡拉OK碟聖李克勤原裝卡拉OK精選（1993年，原聲））
- 舊歡如夢（寶麗金金曲卡拉OK POL33018（1992年，部份原聲）、寶麗金卡拉OK碟聖巨星MTV Vol.3（1993年，原聲）及寶麗金卡拉OK碟聖李克勤原裝卡拉OK精選（1993年，原聲））

### 非原人演出
- 萬千寵愛在一身（周慧敏合唱）（寶麗金卡拉OK碟聖20合唱歌曲精選（1992年，非原聲））
- 紅日（寶麗金卡拉OK碟聖28巨星原裝金曲（1993年，原聲））
- 妳是我的太陽（寶麗金金曲卡拉OK POL33019（1992年，部份原聲）、寶麗金卡拉OK碟聖李克勤原裝卡拉OK精選（1993年，原聲））
- 逼到慣（使用相同的素材沉默是金（張國榮、許冠傑）從寶麗金卡拉OK碟聖15合唱歌曲精選）（寶麗金卡拉OK碟聖29粵語歌曲精選（1993年，非原聲））
- 投奔愛海（寶麗金金曲卡拉OK POL33019（1992年，部份原聲）、寶麗金卡拉OK碟聖李克勤原裝卡拉OK精選（1993年，原聲））
- 逆流（寶麗金卡拉OK碟聖28巨星原裝金曲（1993年，原聲））
- 舊歡如夢（寶麗金卡拉OK碟聖21巨星原裝金曲（1993年，原聲））